# Cophinopoda timorensis
Cophinopoda timorensis är en tvåvingeart som beskrevs av H. Oldroyd 1964. Cophinopoda timorensis ingår i släktet Cophinopoda och familjen rovflugor. Inga underarter finns listade i Catalogue of Life.